# I Shot the Sheriff
"I Shot the Sheriff" é uma canção do grupo de reggae The Wailers, escrita por Bob Marley e lançada em 1973, no álbum Burnin'. A canção é contada do ponto de vista de um narrador que admite ter atirado no xerife local, e afirma ser falsamente acusado de ter matado o vice-xerife. O narrador também afirma ter agido em legítima defesa quando o xerife tentou matá-lo.

## Versão de Eric Clapton
Eric Clapton gravou uma versão cover que foi incluída em seu álbum de 461 Ocean Boulevard de 1974. É a versão cover de maior sucesso da música, chegando ao número um na Billboard Hot 100, em 2003, a versão de Clapton foi introduzido no Grammy Hall of Fame.

### Desempenho nas paradas
Gráficos semanais
| Paradas (1974)                                 | Melhor posição |
| ---------------------------------------------- | -------------- |
| África do Sul (Springbok Radio)                | 11             |
| O campo songid é OBRIGATÓRIO PARA PARADA ALEMÃ | 4              |
| Austrália (Kent Music Report)                  | 11             |
| Áustria (Ö3 Austria Top 75)                    | 19             |
| Bélgica (Ultratop 50 de Flandres)              | 7              |
| Bélgica (VRT Top 30 Flanders)                  | 2              |
| Canadá (CHUM)                                  | 1              |
| Canadá (RPM)                                   | 1              |
| Estados Unidos (Billboard Hot 100)             | 1              |
| Estados Unidos (Billboard Hot Soul Singles)    | 33             |
| Estados Unidos (Cash Box)                      | 1              |
| Estados Unidos (Record World)                  | 1              |
| França (IFOP)                                  | 28             |
| Países Baixos (Dutch Top 40)                   | 5              |
| Países Baixos (Single Top 100)                 | 5              |
| Nova Zelândia                                  | 1              |
| Noruega (VG-lista)                             | 3              |
| Reino Unido (UK Singles Chart)                 | 9              |

Parada ilegal entrou UKchartarchive|64

| Paradas (1982) | Melhor posição |
| -------------- | -------------- |
| Irlanda (IRMA) | 23             |

### Paradas de fim de ano
| Paradas (1974)                     | Melhor posição |
| ---------------------------------- | -------------- |
| Bélgica (Ultratop 50 Flanders)     | 58             |
| Canadá (RPM Top 200)               | 11             |
| Estados Unidos (Billboard Hot 100) | 76             |
| Países Baixos (Dutch Top 40)       | 50             |

## Versão de Warren G
"I Shot the Sheriff" foi o primeiro single lançado do segundo álbum de Warren G Take a Look Over Your Shoulder.O rapper fez modificações na letra da musica, Esse cover chegou ao número 20 na Billboard Hot 100 e foi certificado ouro pela RIAA em 02 de maio 1997, chegou ao número dois no Reino Unido e no número um na Nova Zelândia.

### Gráficos semanais
| Paradas (1997)                                 | Melhor posição |
| ---------------------------------------------- | -------------- |
| Austrália (ARIA)                               | 8              |
| Áustria (Ö3 Austria Top 75)                    | 18             |
| Bélgica (Ultratip Bubbling Under de Flandres)  | 16             |
| Bélgica (Ultratop 50 da Valônia)               | 31             |
| Finlândia (Suomen virallinen lista)            | 6              |
| França (SNEP)                                  | 30             |
| O campo songid é OBRIGATÓRIO PARA PARADA ALEMÃ | 27             |
| Irlanda (IRMA)                                 | 11             |
| Itália (FIMI)                                  | 11             |
| Países Baixos (Single Top 100)                 | 63             |
| Nova Zelândia (Recorded Music NZ)              | 1              |
| Noruega (VG-lista)                             | 19             |
| Suécia (Sverigetopplistan)                     | 11             |
| Suíça (Schweizer Hitparade)                    | 12             |
| Reino Unido (UK Singles Chart)                 | 2              |
| Estados Unidos (Billboard Hot 100)             | 20             |
| Estados Unidos (Billboard Hot R&B Singles)     | 16             |
| Estados Unidos (Billboard Hot Rap Singles)     | 5              |

### Paradas de fim de ano
| Paradas (1997)                     | Melhor posição |
| ---------------------------------- | -------------- |
| Austrália (ARIA)                   | 58             |
| Itália (FIMI)                      | 90             |
| Estados Unidos (Billboard Hot 100) | 85             |

## Versões em outros idiomas
| País      | Artista                                | Titulo                       |
| --------- | -------------------------------------- | ---------------------------- |
| Finlândia | Kirka (1975)                           | "Taas nousen junaan"         |
| Suécia    | Just D (1995)                          | "Jag sköt sheriffen"         |
| Ucrânia   | BoomBox (2005)                         | "Хто наклав у бобік"         |
| Espanha   | Ermitaños Del Rio (2005)               | "Yo disparé al sargentillo"  |
| Alemanha  | Knorkator (2008)                       | "Ich erschoss den Kommissar" |
| Alemanha  | We Butter the Bread with Butter (2008) | I "Shot the Sheriff"         |
| Egito     | Feel El Neel (2012)                    | "Ana Takheet El-Zabet"       |
| Senegal   | Alpha Blondy (2013)                    | "J'ai tué le commissaire"    |